# 安藤國威
安藤 國威（あんどう くにたけ；1942年1月1日—），日本實業家，東京大學經濟系畢業。長野縣立大學理事長。曾長期擔任國際品牌Sony的重要執行長。歷任ソニー・プルデンシャル生命保險（今：SONY生命保險）代表取締役常務、SONY代表取締役副社長、SONY取締役、SONY株式会社社長、SONY生命保險代表取締役會長。

## 簡歷
1942年，生於東京都。1969年（昭和44年），從東京大學經濟系畢業後，同年4月進入SONY株式會社工作。
1979年，成為SONY常務董事。同年8月，成為ソニー・プルデンシャル生命保險（今：SONY生命保險）代表取締役常務。
1985年7月，成為代表取締役副社長。
1990年，擔任SONY美國工程製造公司（SEMA）社長兼首席運營長。
1994年6月，被任命為SONY公司董事。1997年9月，隨著公司CEO制度的導入，他被任命為SONY公司副社長。
2000年4月，安藤國威成為SONY公司執行副社長兼首席運營長；同年6月，安藤國威擔任SONY社長兼首席運營長。
2005年3月，由中鉢良治接替社長職位，並於2005年6月隨出井伸之轉任高級顧問。
2014年7月，安藤國威成為日本國公立大學法人長野縣立大學理事長的預定者。
2018年4月，就任日本國公立大學法人長野縣立大學理事長。

## 表彰
2005年8月23日，安藤國威獲得中華民國行政院院長謝長廷頒授行政院二等功績獎章，安藤國威向謝長廷鞠躬致意。
| 商界職務          | 商界職務                            | 商界職務          |
| ----------------- | ----------------------------------- | ----------------- |
| 前任者： 出井伸之 | SONY社長 第7代 : 2000年6月 - 2005年 | 繼任者： 中鉢良治 |

## 脚注
1. ↑  長野の新県立大、理事長に安藤・ソニー元社長 （页面存档备份，存于）日本経済新聞(2014/7/17付)
2. ↑  知事会見2014年7月17日／長野県 （页面存档备份，存于）長野縣官方網頁
3. ↑  長野県立大学開学 （页面存档备份，存于）長野縣立大學官方網頁

## 外部連結
- Sony網站上的安藤國威介紹 （页面存档备份，存于）